# Robo sapiens
Robo sapiens is een zesdelige documentaireserie voor de Nederlandse televisie over robots en kunstmatige intelligentie. De serie werd geregisseerd en gepresenteerd door Jelle Brandt Corstius en uitgezonden door de VPRO in het najaar van 2017.

## Inhoud
Brandt Corstius reist naar diverse plaatsen (onder andere Engeland, Californië, China, Japan, Oeganda en Ethiopië) en doet onderzoek naar robots en ontwikkelingen in kunstmatige intelligentie. In de eerste aflevering maken we kennis met robot Robin die de rest van de serie met Brandt Corstius meereist.
Tussendoor zijn er scenes waarin zijn inmiddels 85-jarige dochter May (ingesproken door Trudy Labij) vanuit het jaar 2100 terugkijkt naar haar leven en de ontwikkelingen en veranderingen die in de 21e eeuw hebben plaatsgevonden.

## Afleveringen
| Afl. | Titel     | Onderwerp                                                                 | Uitzenddatum     |
| ---- | --------- | ------------------------------------------------------------------------- | ---------------- |
| 1    | Geboorte  | De oorsprong van computers en het monopolie op slimheid                   | 29 oktober 2017  |
| 2    | Groei     | Zelfrijdende auto's, leugendetectors en pokertoernooien: hoe robots leren | 5 november 2017  |
| 3    | Werk      | Robotisering op het werk en 'killer robots'                               | 12 november 2017 |
| 4    | Relaties  | De invloed van KI op onze relaties                                        | 19 november 2017 |
| 5    | Volgroeid | Hoe ons leven beïnvloed wordt door voorspellende algoritmes               | 26 november 2017 |
| 6    | Dood      | Ouderdom, sterfte en zingeving                                            | 3 december 2017  |